# 安德烈·德尔·韦罗基奥

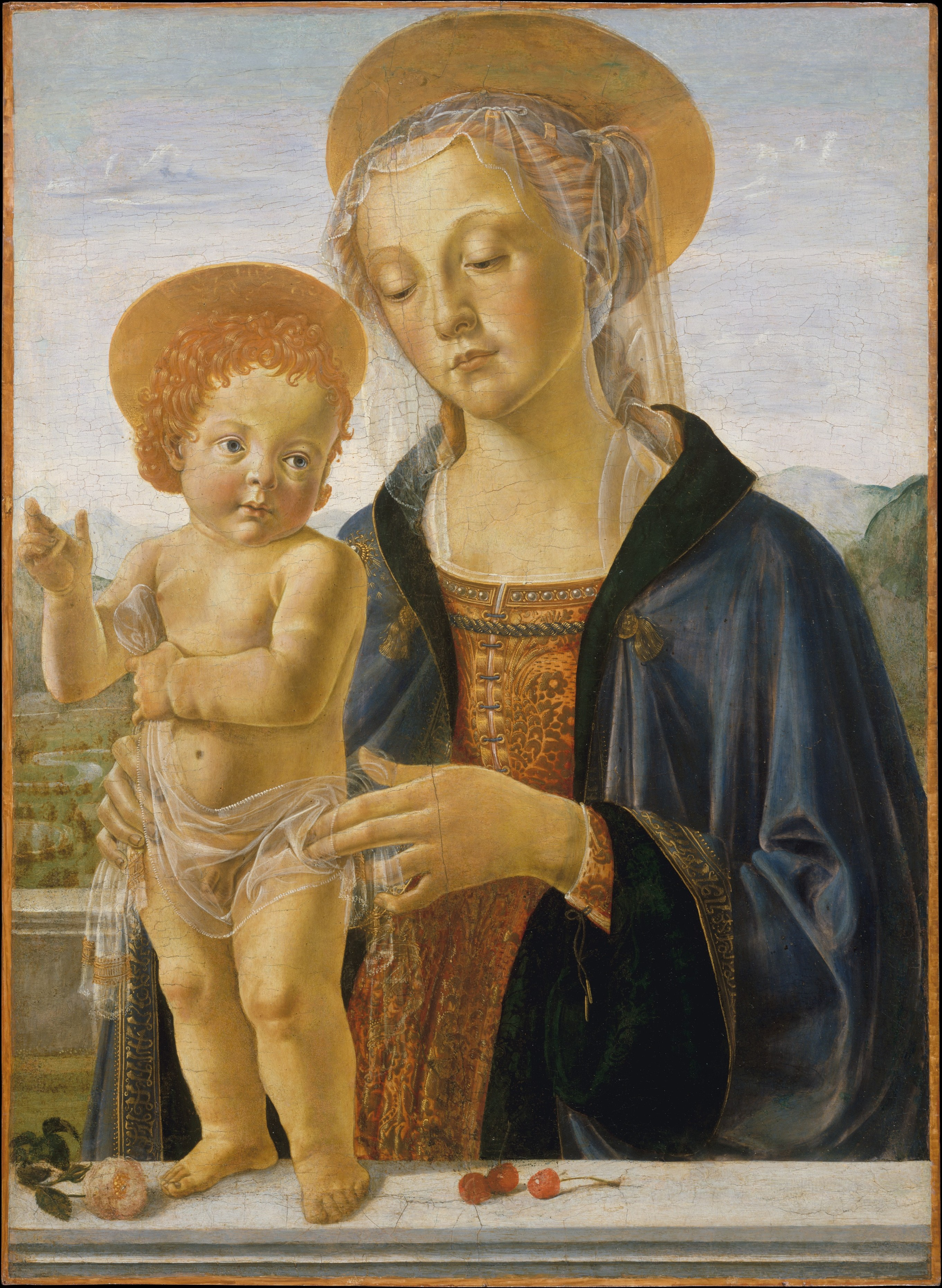
《圣母和圣婴》（约1470年），藏于纽约大都会博物馆

安德烈·德尔·韦罗基奥（Andrea del Verrocchio，義大利語發音：[anˈdrɛːa del verˈrɔkkjo]；又译委罗基奥；约1435年—1488年），原名安德烈·迪·米凯莱·迪·弗朗切斯科·德·乔尼（Andrea di Michele di Francesco de' Cioni），意大利画家和雕塑家，达·芬奇和波提切利等著名画家都是他的学生，他对米开朗基罗也有很大的影响。

## 生平
韦罗基奥出生于佛罗伦萨，父亲是一位制造砖瓦的匠人，后来成为收税官。他最初是作为一个金匠学徒，在邱利奥·委罗基手下工作，并因此得到韦罗基奥的名字，直到1460年，他才创作了第一幅绘画。《圣母和圣婴》是唯一一幅有他签名的作品。

## 作品
他曾为洛伦佐教堂和美第奇的墓制作雕塑作品，1466年创作了《耶稣和圣托马斯》青铜雕塑，1468年，创作了著名的大烛台。
1470年，他访问了罗马，1475年-1476年，他创作了《基督受洗》，其中背景和左面的天使，是由他的学生，当时年轻的达·芬奇绘制完成的，据说从此以后他再也不绘画了，因为他认为自己的学生已经远远地超过自己了。
从1470年代中期以后，他把主要精力放在雕塑上，制作了著名的青铜大卫像，1478年，创作了喷泉上的装饰青铜《裸天使和海豚》，这一时期还为罗马的圣玛丽亚教堂制作了浮雕作品。
1478年，他承担了威尼斯共和国为雇佣兵队长科莱奥尼制作青铜骑马雕像的任务，1480年，他将制作好的腊模送到威尼斯，1488年，他亲自前往指导道浇注，但尚未完成，他于同年逝世。

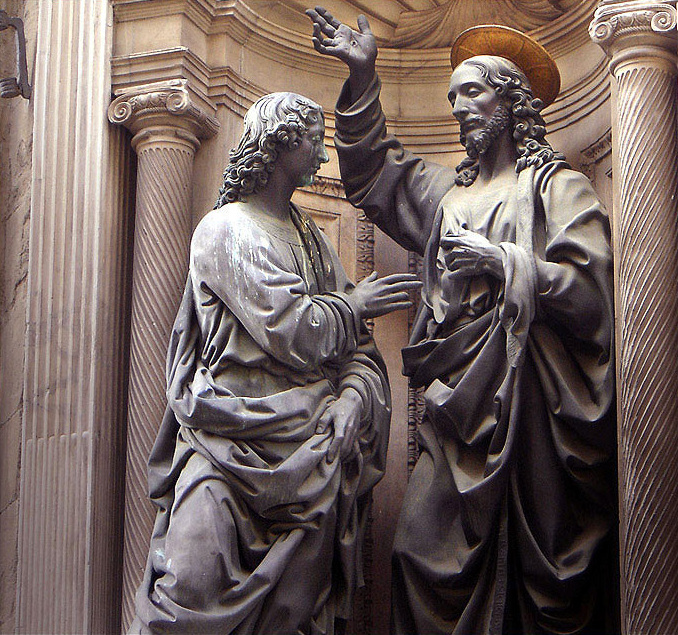
《耶稣和圣托马斯》
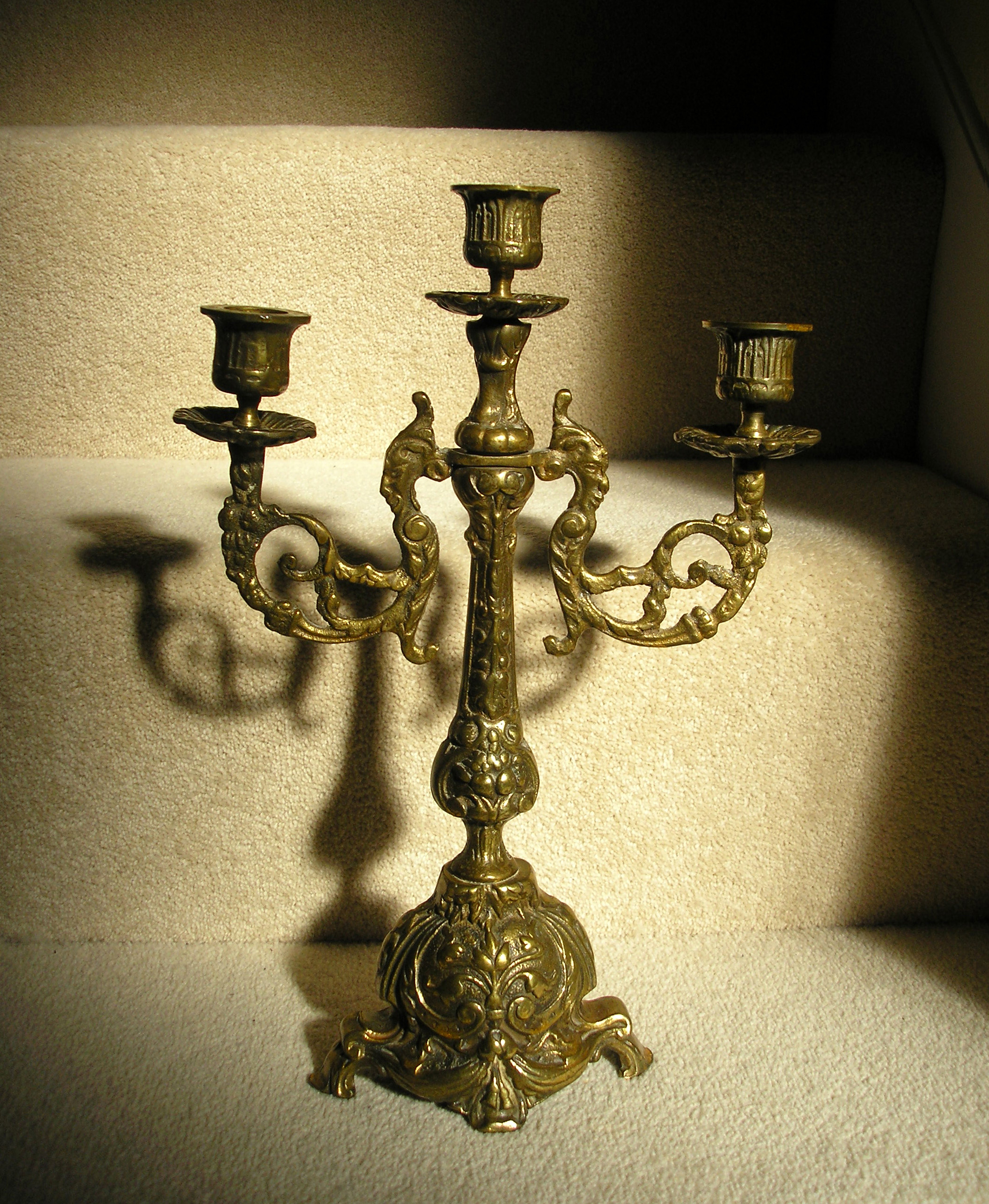
大烛台
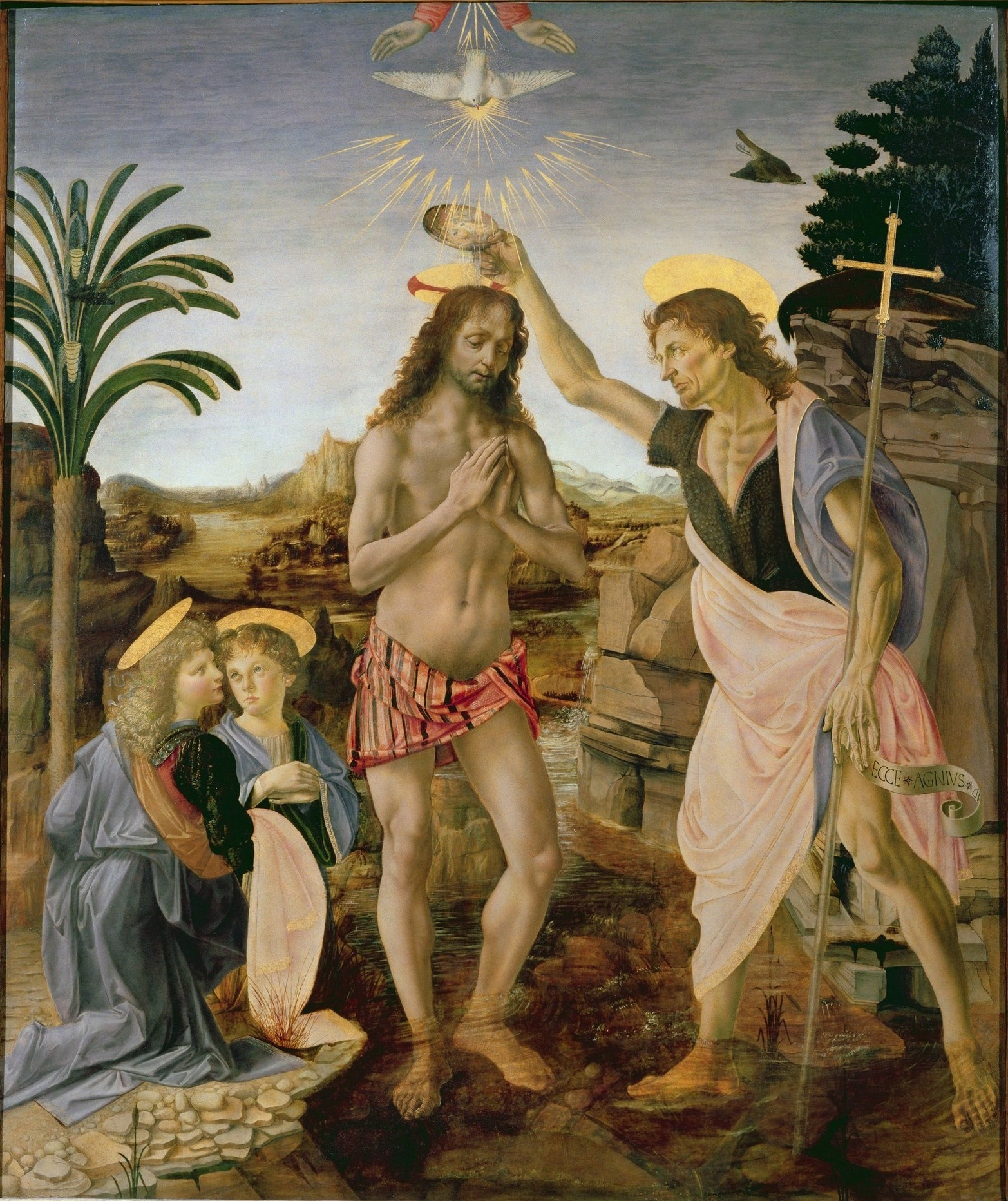
《基督受洗》
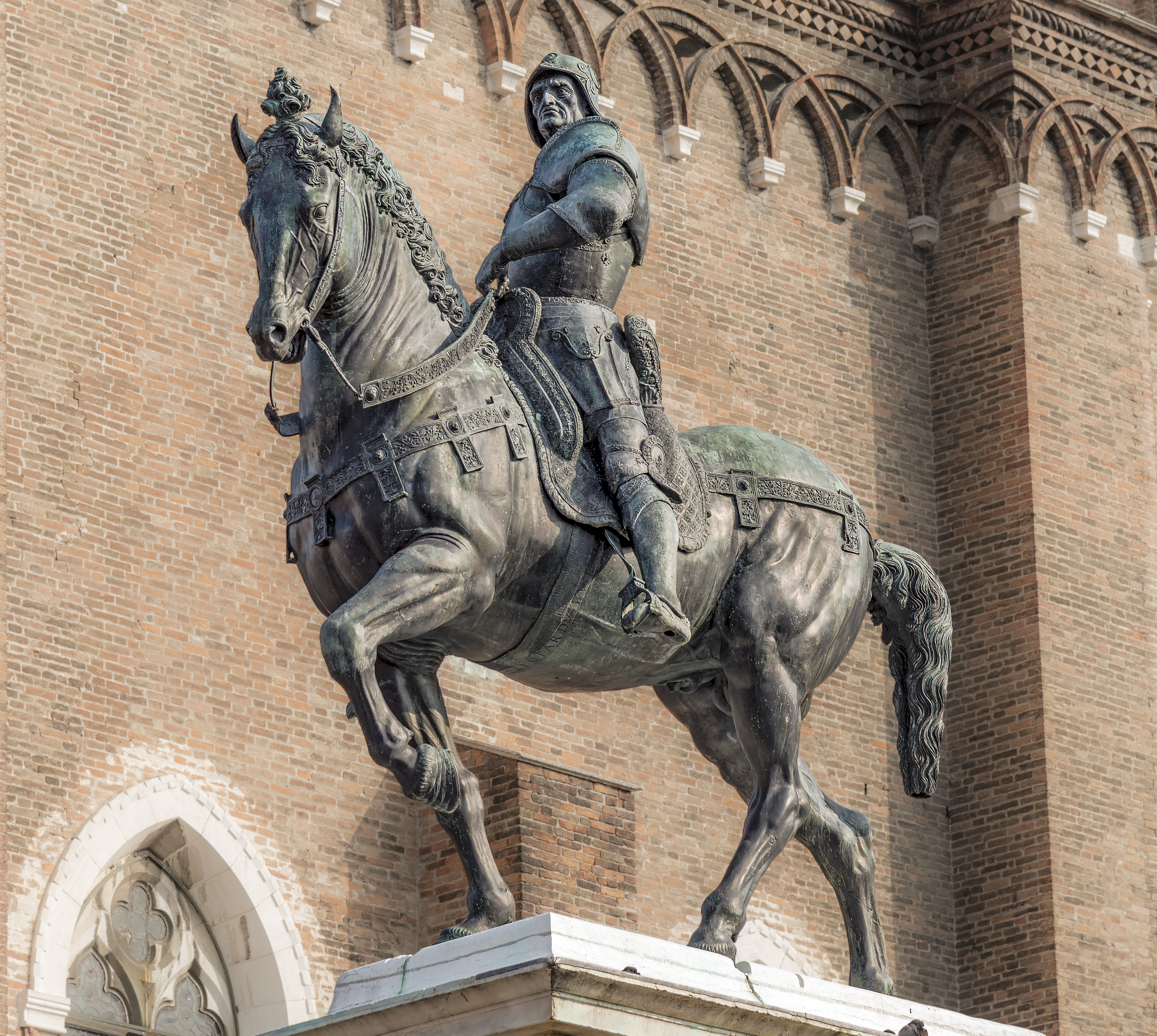
《雇佣兵队长科莱奥尼像》
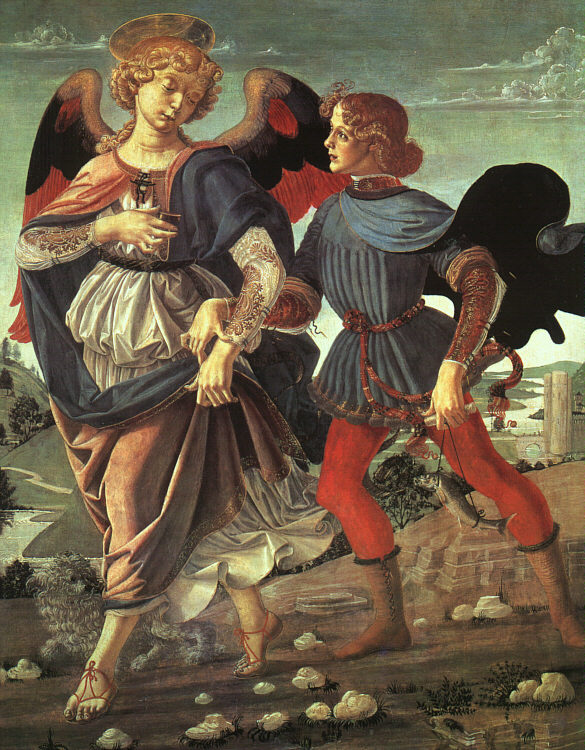
托比亚斯和天使拉斐尔（84×66cm） （国家画廊，伦敦）